# Peter Borgelt
Peter Borgelt (ur. 20 września 1927 w Rostocku, zm. 18 marca 1994 w Berlinie) – niemiecki aktor teatralny, telewizyjny i filmowy, najlepiej znany jako detektyw Hauptmann Fuchs w serialu kryminalnym DFF Telefon 110 (Polizeiruf 110, 1971-1991).